# Coupe d'Océanie féminine de football 2025
Navigation
Édition précédente Édition suivante
La Coupe d'Océanie féminine de football 2025, treizième édition de la Coupe d'Océanie de football féminin, met aux prises les huit meilleures sélections féminines de football d'Océanie affiliées à l'OFC. La compétition se déroule aux Fidji du 4 au 19 juillet 2025. Elle sert également de tournoi qualificatif pour la Coupe du monde féminine de football 2027. La Nouvelle-Zélande ne prend encore pas part à la compétition cette fois-ci, après avoir organisé la Coupe du monde précédente en partie sur son sol. D'autres nations n'ont également pas participé au tournoi.
La compétition est remportée pour la première fois par les Îles Salomon qui battent en finale la Papouasie-Nouvelle-Guinée, tenante du titre.

## Villes et stades
Toutes les rencontres se jouent à Suva et à Lautoka.
| \| Suva Lautoka \| |                   |
| \| Suva Lautoka \| | Suva              |
| ------------------ | ----------------- |
| \| Suva Lautoka \| | ANZ Stadium       |
| \| Suva Lautoka \| | Capacité : 15 446 |
| \| Suva Lautoka \| |                   |
| Lautoka            |                   |
| Churchill Park     |                   |
| Capacité : 18 000  |                   |
|                    |                   |
| Suva Lautoka       |                   |

## Tournoi final

### Règlement
- une victoire compte pour 3 points ;
- un match nul compte pour 1 point ;
- une défaite compte pour 0 point.

Le classement des équipes est établi grâce aux critères suivants :
1. Plus grand nombre de points obtenus dans tous les matchs du groupe ;
2. Meilleure différence de buts dans tous les matchs du groupe ;
3. Plus grand nombre de buts marqués dans tous les matchs du groupe ;
4. Plus grand nombre de points obtenus entre les équipes à égalité ;
5. Meilleure différence de buts dans tous les matchs du groupe entre les équipes à égalité ;
6. Plus grand nombre de buts marqués dans tous les matchs du groupe entre les équipes à égalité ;
7. Classement aux points disciplinaires dans tous les matchs du groupe, en appliquant le barème suivant :
  - Un carton jaune compte pour -1 point ;
  - Un second carton jaune dans le même match pour une même joueuse compte pour -3 points ;
  - Un carton rouge direct compte pour -4 points ;
8. Tirage au sort.

- Les deux premiers de chaque groupe ainsi que les deux meilleurs troisièmes sont qualifiés pour les quarts de finale, ou plus simplement : toutes les équipes sont qualifiées pour le tour suivant à l'exception d'une seule, la plus mauvaise des dernières de groupe.
- L'équipe qui remporte le titre est qualifiée pour les barrages intercontinentaux de qualification pour la Coupe du monde 2027.